# Cenchrus biflorus
Cenchrus biflorus är en gräsart som beskrevs av William Roxburgh. Cenchrus biflorus ingår i släktet tagghirser, och familjen gräs. Inga underarter finns listade i Catalogue of Life.

## Bildgalleri

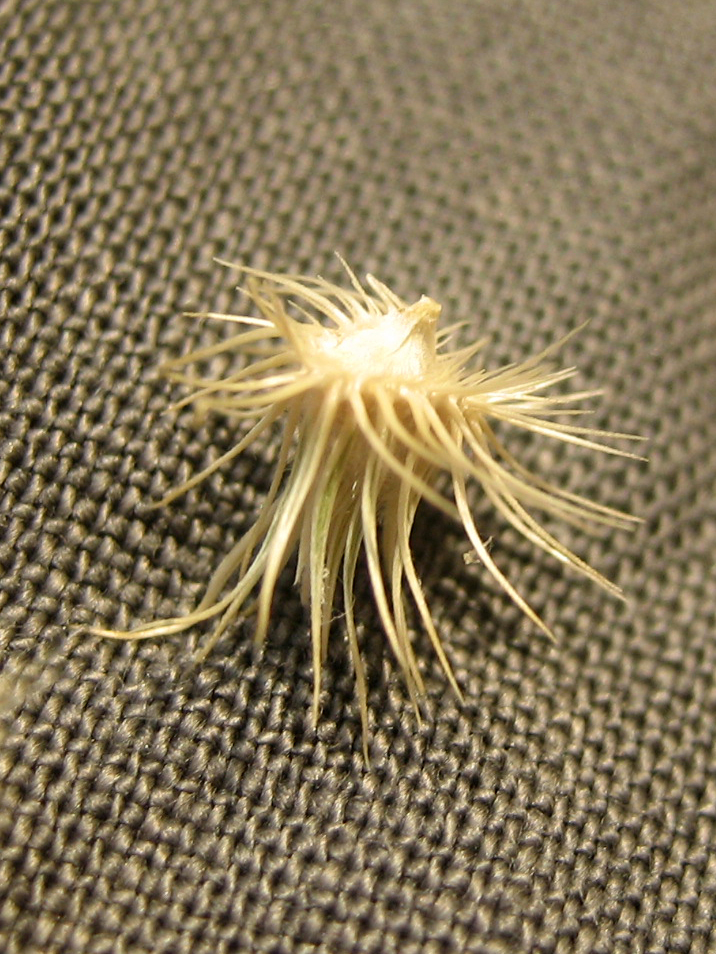
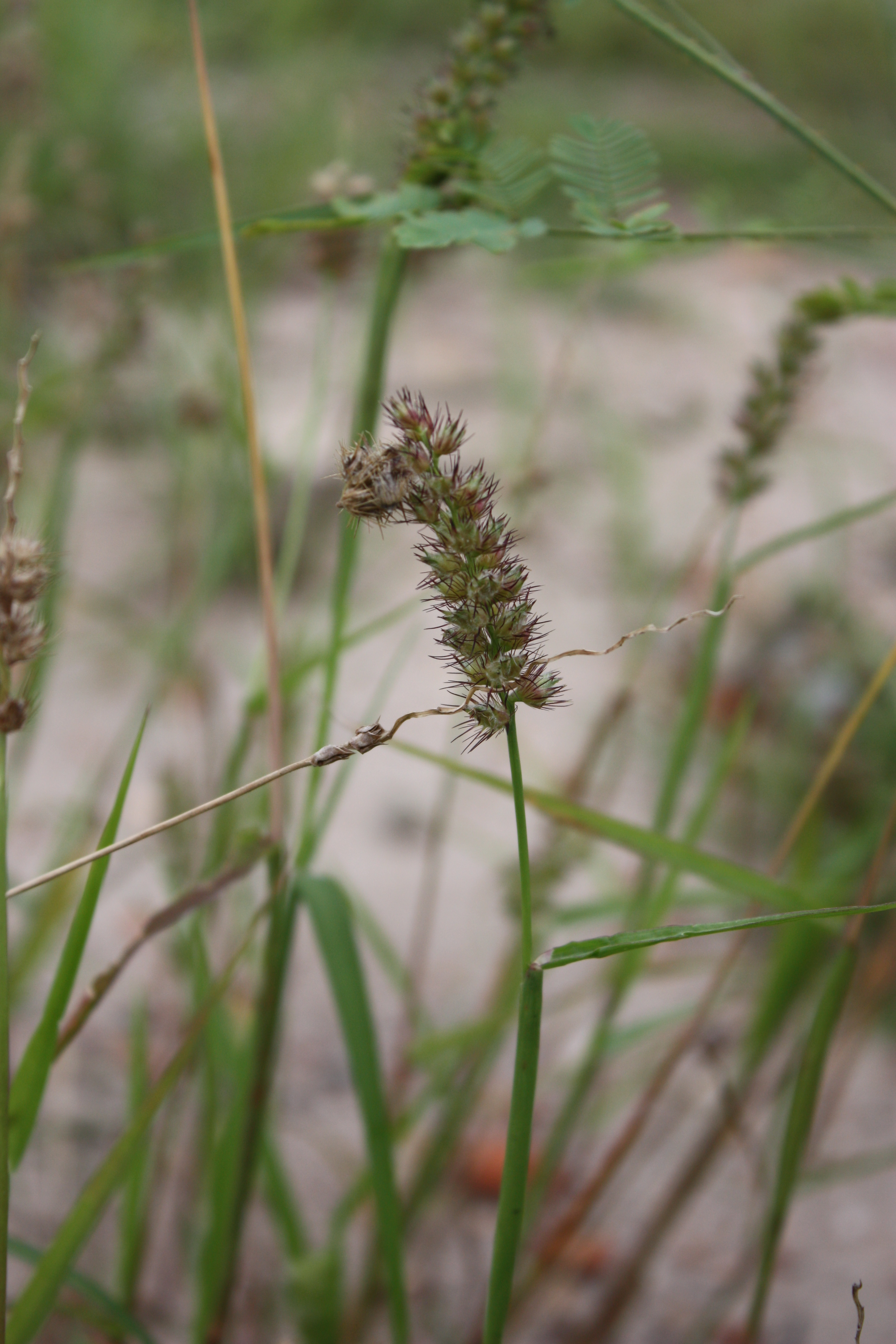